# Гетерархия
Гетерархия — система, образованная пересекающимися, разнообразными и одновременно сосуществующими структурами управления.
Термин введён в работе нейропсихолога и кибернетика У. Маккаллока «Гетерархия ценностей, обусловленная топологией нервных сетей» (1943 г.). Этимология понятия «гетерархия» («heterarchy») греческого происхождения, это соединение слов «heteros» («другой», «чужой») и archein («власть», «управление»). Таким образом, термин «гетерархия» буквально обозначает «то, что находится под управлением другого», «распределенное управление» (в противоположность «священному порядку» иерархии) или же, в более свободном переводе, «нечто, обладающее внутренней разнородностью».
Понятие гетерархии комплементарно к понятию иерархия. Если иерархичность системы отражается в связях управления (суперординации, господства) и подчинения (субординации), то
гетерархичность — в связи координации. Существующие в гетерархичном состоянии элементы находятся в разнообразных, но равноценных связях. Иерархическая система имеет однонаправленную прогрессию, управляющих элементов по мере движения вверх по лестнице управления становится меньше. Гетерархия структурирует систему по самым разнообразным связям в зависимости от позиции и установки наблюдателя, выделить определенную прогрессию невозможно. Ни один способ структурирования в гетерархии не является превалирующим. Любая структура гетерархии воспринимается наблюдателем как неполное, сопровождается ощущением противоречивости, что подталкивает его к новому структурированию.

## Типы гетерархических систем
Одним из типов гетерархических систем является методологическое знание.

«…методологические знание объединяет и снимает в себе много разных и разнородных знаний; оно внутренне гетерогенно и гетерархировано. Но одновременно оно должно быть единым и целостным, несмотря на всю свою внутреннюю сложность и разнородность. В методологической работе мы должны иметь знания, объединяющие в себе как наши представления о деятельности, так и представления об объекте деятельности, причём соединены они должны быть так, чтобы мы могли пользоваться этой связкой в своей практической деятельности»— Щедровицкий Г. П.. Избранные труды. 
Понятие гетерархии может применяться к общественному устройству. Так, историк Н. Н. Крадин, анализируя культуру плиточных могил, приходит к выводу, что 

«…культура могил представляет собой так называемое общество среднего масштаба, которое можно назвать гетерархией. Вследствие этого, гетерархию и иерархию у пасторальных номадов можно рассматривать не только как два полюса организации системы власти, но и как два уровня сложности политической централизации.»— «Кочевые империи Евразии», 2019